# Grautrenna
Grautrenna (norwegisch für Hafergrützenrinne) ist ein Tal im ostantarktischen Königin-Maud-Land. Im Alexander-von-Humboldt-Gebirge des Wohlthatmassivs ist es das nördlichste Tal im Gorki-Rücken, der Ostwand des Tals In der Schüssel.
Wissenschaftler des Norwegischen Polarinstituts benannten das Tal 1969. In den Untersuchungsberichten der Deutschen Antarktischen Expedition 1938/39 unter der Leitung des Polarforschers Alfred Ritscher ist das Objekt dagegen unter dem Namen Am Überlauf als Gebirgspass beschrieben.